# Epicynodontia
Epicynodontia é um clado de cinodonte terapsídeos que inclui a maioria dos cynodonts, tais como galesaurids, thrinaxodontids, e eucynodontia (incluindo mamíferos). Foi erigido como um táxon baseado em caule por Hopson e Kitching (2001) e definido como o clado mais inclusivo contendo Mammalia e excluindo Procynosuchus, um gênero do final do Permiano que é um dos cinodontes mais basais.
Abaixo está um cladograma de Ruta, Botha-Brink, Mitchell e Benton (2013) mostrando uma hipótese de relacionamentos com cinodonte:

|  | Dvinia        |
|  |               |
|  | Procynosuchus |
|  |               |

|  | Galesaurus    |
|  |               |
|  | Progalesaurus |
|  |               |

|  | Nanictosaurus |
|  |               |
|  | Thrinaxodon   |
|  |               |

|              | Platycraniellus                                                                       |
|              |                                                                                       |
| Eucynodontia | \| \| Cynognathia \| \| \| \| \| \| Probainognathia (incluindo mamíferos) \| \| \| \| |
|              | \| \| Cynognathia \| \| \| \| \| \| Probainognathia (incluindo mamíferos) \| \| \| \| |
|              | Cynognathia                                                                           |
|              |                                                                                       |
|              | Probainognathia (incluindo mamíferos)                                                 |
|              |                                                                                       |

|  | Cynognathia                           |
|  |                                       |
|  | Probainognathia (incluindo mamíferos) |
|  |                                       |

|  | Nanictosaurus |
|  |               |
|  | Thrinaxodon   |
|  |               |

|              | Platycraniellus                                                                       |
|              |                                                                                       |
| Eucynodontia | \| \| Cynognathia \| \| \| \| \| \| Probainognathia (incluindo mamíferos) \| \| \| \| |
|              | \| \| Cynognathia \| \| \| \| \| \| Probainognathia (incluindo mamíferos) \| \| \| \| |
|              | Cynognathia                                                                           |
|              |                                                                                       |
|              | Probainognathia (incluindo mamíferos)                                                 |
|              |                                                                                       |

|  | Cynognathia                           |
|  |                                       |
|  | Probainognathia (incluindo mamíferos) |
|  |                                       |

|  | Galesaurus    |
|  |               |
|  | Progalesaurus |
|  |               |

|  | Nanictosaurus |
|  |               |
|  | Thrinaxodon   |
|  |               |

|              | Platycraniellus                                                                       |
|              |                                                                                       |
| Eucynodontia | \| \| Cynognathia \| \| \| \| \| \| Probainognathia (incluindo mamíferos) \| \| \| \| |
|              | \| \| Cynognathia \| \| \| \| \| \| Probainognathia (incluindo mamíferos) \| \| \| \| |
|              | Cynognathia                                                                           |
|              |                                                                                       |
|              | Probainognathia (incluindo mamíferos)                                                 |
|              |                                                                                       |

|  | Cynognathia                           |
|  |                                       |
|  | Probainognathia (incluindo mamíferos) |
|  |                                       |

|  | Nanictosaurus |
|  |               |
|  | Thrinaxodon   |
|  |               |

|              | Platycraniellus                                                                       |
|              |                                                                                       |
| Eucynodontia | \| \| Cynognathia \| \| \| \| \| \| Probainognathia (incluindo mamíferos) \| \| \| \| |
|              | \| \| Cynognathia \| \| \| \| \| \| Probainognathia (incluindo mamíferos) \| \| \| \| |
|              | Cynognathia                                                                           |
|              |                                                                                       |
|              | Probainognathia (incluindo mamíferos)                                                 |
|              |                                                                                       |

|  | Cynognathia                           |
|  |                                       |
|  | Probainognathia (incluindo mamíferos) |
|  |                                       |

|  | Galesaurus    |
|  |               |
|  | Progalesaurus |
|  |               |

|  | Nanictosaurus |
|  |               |
|  | Thrinaxodon   |
|  |               |

|              | Platycraniellus                                                                       |
|              |                                                                                       |
| Eucynodontia | \| \| Cynognathia \| \| \| \| \| \| Probainognathia (incluindo mamíferos) \| \| \| \| |
|              | \| \| Cynognathia \| \| \| \| \| \| Probainognathia (incluindo mamíferos) \| \| \| \| |
|              | Cynognathia                                                                           |
|              |                                                                                       |
|              | Probainognathia (incluindo mamíferos)                                                 |
|              |                                                                                       |

|  | Cynognathia                           |
|  |                                       |
|  | Probainognathia (incluindo mamíferos) |
|  |                                       |

|  | Nanictosaurus |
|  |               |
|  | Thrinaxodon   |
|  |               |

|              | Platycraniellus                                                                       |
|              |                                                                                       |
| Eucynodontia | \| \| Cynognathia \| \| \| \| \| \| Probainognathia (incluindo mamíferos) \| \| \| \| |
|              | \| \| Cynognathia \| \| \| \| \| \| Probainognathia (incluindo mamíferos) \| \| \| \| |
|              | Cynognathia                                                                           |
|              |                                                                                       |
|              | Probainognathia (incluindo mamíferos)                                                 |
|              |                                                                                       |

|  | Cynognathia                           |
|  |                                       |
|  | Probainognathia (incluindo mamíferos) |
|  |                                       |

|  | Galesaurus    |
|  |               |
|  | Progalesaurus |
|  |               |

|  | Nanictosaurus |
|  |               |
|  | Thrinaxodon   |
|  |               |

|              | Platycraniellus                                                                       |
|              |                                                                                       |
| Eucynodontia | \| \| Cynognathia \| \| \| \| \| \| Probainognathia (incluindo mamíferos) \| \| \| \| |
|              | \| \| Cynognathia \| \| \| \| \| \| Probainognathia (incluindo mamíferos) \| \| \| \| |
|              | Cynognathia                                                                           |
|              |                                                                                       |
|              | Probainognathia (incluindo mamíferos)                                                 |
|              |                                                                                       |

|  | Cynognathia                           |
|  |                                       |
|  | Probainognathia (incluindo mamíferos) |
|  |                                       |

|  | Nanictosaurus |
|  |               |
|  | Thrinaxodon   |
|  |               |

|              | Platycraniellus                                                                       |
|              |                                                                                       |
| Eucynodontia | \| \| Cynognathia \| \| \| \| \| \| Probainognathia (incluindo mamíferos) \| \| \| \| |
|              | \| \| Cynognathia \| \| \| \| \| \| Probainognathia (incluindo mamíferos) \| \| \| \| |
|              | Cynognathia                                                                           |
|              |                                                                                       |
|              | Probainognathia (incluindo mamíferos)                                                 |
|              |                                                                                       |

|  | Cynognathia                           |
|  |                                       |
|  | Probainognathia (incluindo mamíferos) |
|  |                                       |

|  | Dvinia        |
|  |               |
|  | Procynosuchus |
|  |               |

|  | Galesaurus    |
|  |               |
|  | Progalesaurus |
|  |               |

|  | Nanictosaurus |
|  |               |
|  | Thrinaxodon   |
|  |               |

|              | Platycraniellus                                                                       |
|              |                                                                                       |
| Eucynodontia | \| \| Cynognathia \| \| \| \| \| \| Probainognathia (incluindo mamíferos) \| \| \| \| |
|              | \| \| Cynognathia \| \| \| \| \| \| Probainognathia (incluindo mamíferos) \| \| \| \| |
|              | Cynognathia                                                                           |
|              |                                                                                       |
|              | Probainognathia (incluindo mamíferos)                                                 |
|              |                                                                                       |

|  | Cynognathia                           |
|  |                                       |
|  | Probainognathia (incluindo mamíferos) |
|  |                                       |

|  | Nanictosaurus |
|  |               |
|  | Thrinaxodon   |
|  |               |

|              | Platycraniellus                                                                       |
|              |                                                                                       |
| Eucynodontia | \| \| Cynognathia \| \| \| \| \| \| Probainognathia (incluindo mamíferos) \| \| \| \| |
|              | \| \| Cynognathia \| \| \| \| \| \| Probainognathia (incluindo mamíferos) \| \| \| \| |
|              | Cynognathia                                                                           |
|              |                                                                                       |
|              | Probainognathia (incluindo mamíferos)                                                 |
|              |                                                                                       |

|  | Cynognathia                           |
|  |                                       |
|  | Probainognathia (incluindo mamíferos) |
|  |                                       |

|  | Galesaurus    |
|  |               |
|  | Progalesaurus |
|  |               |

|  | Nanictosaurus |
|  |               |
|  | Thrinaxodon   |
|  |               |

|              | Platycraniellus                                                                       |
|              |                                                                                       |
| Eucynodontia | \| \| Cynognathia \| \| \| \| \| \| Probainognathia (incluindo mamíferos) \| \| \| \| |
|              | \| \| Cynognathia \| \| \| \| \| \| Probainognathia (incluindo mamíferos) \| \| \| \| |
|              | Cynognathia                                                                           |
|              |                                                                                       |
|              | Probainognathia (incluindo mamíferos)                                                 |
|              |                                                                                       |

|  | Cynognathia                           |
|  |                                       |
|  | Probainognathia (incluindo mamíferos) |
|  |                                       |

|  | Nanictosaurus |
|  |               |
|  | Thrinaxodon   |
|  |               |

|              | Platycraniellus                                                                       |
|              |                                                                                       |
| Eucynodontia | \| \| Cynognathia \| \| \| \| \| \| Probainognathia (incluindo mamíferos) \| \| \| \| |
|              | \| \| Cynognathia \| \| \| \| \| \| Probainognathia (incluindo mamíferos) \| \| \| \| |
|              | Cynognathia                                                                           |
|              |                                                                                       |
|              | Probainognathia (incluindo mamíferos)                                                 |
|              |                                                                                       |

|  | Cynognathia                           |
|  |                                       |
|  | Probainognathia (incluindo mamíferos) |
|  |                                       |

|  | Galesaurus    |
|  |               |
|  | Progalesaurus |
|  |               |

|  | Nanictosaurus |
|  |               |
|  | Thrinaxodon   |
|  |               |

|              | Platycraniellus                                                                       |
|              |                                                                                       |
| Eucynodontia | \| \| Cynognathia \| \| \| \| \| \| Probainognathia (incluindo mamíferos) \| \| \| \| |
|              | \| \| Cynognathia \| \| \| \| \| \| Probainognathia (incluindo mamíferos) \| \| \| \| |
|              | Cynognathia                                                                           |
|              |                                                                                       |
|              | Probainognathia (incluindo mamíferos)                                                 |
|              |                                                                                       |

|  | Cynognathia                           |
|  |                                       |
|  | Probainognathia (incluindo mamíferos) |
|  |                                       |

|  | Nanictosaurus |
|  |               |
|  | Thrinaxodon   |
|  |               |

|              | Platycraniellus                                                                       |
|              |                                                                                       |
| Eucynodontia | \| \| Cynognathia \| \| \| \| \| \| Probainognathia (incluindo mamíferos) \| \| \| \| |
|              | \| \| Cynognathia \| \| \| \| \| \| Probainognathia (incluindo mamíferos) \| \| \| \| |
|              | Cynognathia                                                                           |
|              |                                                                                       |
|              | Probainognathia (incluindo mamíferos)                                                 |
|              |                                                                                       |

|  | Cynognathia                           |
|  |                                       |
|  | Probainognathia (incluindo mamíferos) |
|  |                                       |

|  | Galesaurus    |
|  |               |
|  | Progalesaurus |
|  |               |

|  | Nanictosaurus |
|  |               |
|  | Thrinaxodon   |
|  |               |

|              | Platycraniellus                                                                       |
|              |                                                                                       |
| Eucynodontia | \| \| Cynognathia \| \| \| \| \| \| Probainognathia (incluindo mamíferos) \| \| \| \| |
|              | \| \| Cynognathia \| \| \| \| \| \| Probainognathia (incluindo mamíferos) \| \| \| \| |
|              | Cynognathia                                                                           |
|              |                                                                                       |
|              | Probainognathia (incluindo mamíferos)                                                 |
|              |                                                                                       |

|  | Cynognathia                           |
|  |                                       |
|  | Probainognathia (incluindo mamíferos) |
|  |                                       |

|  | Nanictosaurus |
|  |               |
|  | Thrinaxodon   |
|  |               |

|              | Platycraniellus                                                                       |
|              |                                                                                       |
| Eucynodontia | \| \| Cynognathia \| \| \| \| \| \| Probainognathia (incluindo mamíferos) \| \| \| \| |
|              | \| \| Cynognathia \| \| \| \| \| \| Probainognathia (incluindo mamíferos) \| \| \| \| |
|              | Cynognathia                                                                           |
|              |                                                                                       |
|              | Probainognathia (incluindo mamíferos)                                                 |
|              |                                                                                       |

|  | Cynognathia                           |
|  |                                       |
|  | Probainognathia (incluindo mamíferos) |
|  |                                       |

|  | Dvinia        |
|  |               |
|  | Procynosuchus |
|  |               |

|  | Galesaurus    |
|  |               |
|  | Progalesaurus |
|  |               |

|  | Nanictosaurus |
|  |               |
|  | Thrinaxodon   |
|  |               |

|              | Platycraniellus                                                                       |
|              |                                                                                       |
| Eucynodontia | \| \| Cynognathia \| \| \| \| \| \| Probainognathia (incluindo mamíferos) \| \| \| \| |
|              | \| \| Cynognathia \| \| \| \| \| \| Probainognathia (incluindo mamíferos) \| \| \| \| |
|              | Cynognathia                                                                           |
|              |                                                                                       |
|              | Probainognathia (incluindo mamíferos)                                                 |
|              |                                                                                       |

|  | Cynognathia                           |
|  |                                       |
|  | Probainognathia (incluindo mamíferos) |
|  |                                       |

|  | Nanictosaurus |
|  |               |
|  | Thrinaxodon   |
|  |               |

|              | Platycraniellus                                                                       |
|              |                                                                                       |
| Eucynodontia | \| \| Cynognathia \| \| \| \| \| \| Probainognathia (incluindo mamíferos) \| \| \| \| |
|              | \| \| Cynognathia \| \| \| \| \| \| Probainognathia (incluindo mamíferos) \| \| \| \| |
|              | Cynognathia                                                                           |
|              |                                                                                       |
|              | Probainognathia (incluindo mamíferos)                                                 |
|              |                                                                                       |

|  | Cynognathia                           |
|  |                                       |
|  | Probainognathia (incluindo mamíferos) |
|  |                                       |

|  | Galesaurus    |
|  |               |
|  | Progalesaurus |
|  |               |

|  | Nanictosaurus |
|  |               |
|  | Thrinaxodon   |
|  |               |

|              | Platycraniellus                                                                       |
|              |                                                                                       |
| Eucynodontia | \| \| Cynognathia \| \| \| \| \| \| Probainognathia (incluindo mamíferos) \| \| \| \| |
|              | \| \| Cynognathia \| \| \| \| \| \| Probainognathia (incluindo mamíferos) \| \| \| \| |
|              | Cynognathia                                                                           |
|              |                                                                                       |
|              | Probainognathia (incluindo mamíferos)                                                 |
|              |                                                                                       |

|  | Cynognathia                           |
|  |                                       |
|  | Probainognathia (incluindo mamíferos) |
|  |                                       |

|  | Nanictosaurus |
|  |               |
|  | Thrinaxodon   |
|  |               |

|              | Platycraniellus                                                                       |
|              |                                                                                       |
| Eucynodontia | \| \| Cynognathia \| \| \| \| \| \| Probainognathia (incluindo mamíferos) \| \| \| \| |
|              | \| \| Cynognathia \| \| \| \| \| \| Probainognathia (incluindo mamíferos) \| \| \| \| |
|              | Cynognathia                                                                           |
|              |                                                                                       |
|              | Probainognathia (incluindo mamíferos)                                                 |
|              |                                                                                       |

|  | Cynognathia                           |
|  |                                       |
|  | Probainognathia (incluindo mamíferos) |
|  |                                       |

|  | Galesaurus    |
|  |               |
|  | Progalesaurus |
|  |               |

|  | Nanictosaurus |
|  |               |
|  | Thrinaxodon   |
|  |               |

|              | Platycraniellus                                                                       |
|              |                                                                                       |
| Eucynodontia | \| \| Cynognathia \| \| \| \| \| \| Probainognathia (incluindo mamíferos) \| \| \| \| |
|              | \| \| Cynognathia \| \| \| \| \| \| Probainognathia (incluindo mamíferos) \| \| \| \| |
|              | Cynognathia                                                                           |
|              |                                                                                       |
|              | Probainognathia (incluindo mamíferos)                                                 |
|              |                                                                                       |

|  | Cynognathia                           |
|  |                                       |
|  | Probainognathia (incluindo mamíferos) |
|  |                                       |

|  | Nanictosaurus |
|  |               |
|  | Thrinaxodon   |
|  |               |

|              | Platycraniellus                                                                       |
|              |                                                                                       |
| Eucynodontia | \| \| Cynognathia \| \| \| \| \| \| Probainognathia (incluindo mamíferos) \| \| \| \| |
|              | \| \| Cynognathia \| \| \| \| \| \| Probainognathia (incluindo mamíferos) \| \| \| \| |
|              | Cynognathia                                                                           |
|              |                                                                                       |
|              | Probainognathia (incluindo mamíferos)                                                 |
|              |                                                                                       |

|  | Cynognathia                           |
|  |                                       |
|  | Probainognathia (incluindo mamíferos) |
|  |                                       |

|  | Galesaurus    |
|  |               |
|  | Progalesaurus |
|  |               |

|  | Nanictosaurus |
|  |               |
|  | Thrinaxodon   |
|  |               |

|              | Platycraniellus                                                                       |
|              |                                                                                       |
| Eucynodontia | \| \| Cynognathia \| \| \| \| \| \| Probainognathia (incluindo mamíferos) \| \| \| \| |
|              | \| \| Cynognathia \| \| \| \| \| \| Probainognathia (incluindo mamíferos) \| \| \| \| |
|              | Cynognathia                                                                           |
|              |                                                                                       |
|              | Probainognathia (incluindo mamíferos)                                                 |
|              |                                                                                       |

|  | Cynognathia                           |
|  |                                       |
|  | Probainognathia (incluindo mamíferos) |
|  |                                       |

|  | Nanictosaurus |
|  |               |
|  | Thrinaxodon   |
|  |               |

|              | Platycraniellus                                                                       |
|              |                                                                                       |
| Eucynodontia | \| \| Cynognathia \| \| \| \| \| \| Probainognathia (incluindo mamíferos) \| \| \| \| |
|              | \| \| Cynognathia \| \| \| \| \| \| Probainognathia (incluindo mamíferos) \| \| \| \| |
|              | Cynognathia                                                                           |
|              |                                                                                       |
|              | Probainognathia (incluindo mamíferos)                                                 |
|              |                                                                                       |

|  | Cynognathia                           |
|  |                                       |
|  | Probainognathia (incluindo mamíferos) |
|  |                                       |

|  | Dvinia        |
|  |               |
|  | Procynosuchus |
|  |               |

|  | Galesaurus    |
|  |               |
|  | Progalesaurus |
|  |               |

|  | Nanictosaurus |
|  |               |
|  | Thrinaxodon   |
|  |               |

|              | Platycraniellus                                                                       |
|              |                                                                                       |
| Eucynodontia | \| \| Cynognathia \| \| \| \| \| \| Probainognathia (incluindo mamíferos) \| \| \| \| |
|              | \| \| Cynognathia \| \| \| \| \| \| Probainognathia (incluindo mamíferos) \| \| \| \| |
|              | Cynognathia                                                                           |
|              |                                                                                       |
|              | Probainognathia (incluindo mamíferos)                                                 |
|              |                                                                                       |

|  | Cynognathia                           |
|  |                                       |
|  | Probainognathia (incluindo mamíferos) |
|  |                                       |

|  | Nanictosaurus |
|  |               |
|  | Thrinaxodon   |
|  |               |

|              | Platycraniellus                                                                       |
|              |                                                                                       |
| Eucynodontia | \| \| Cynognathia \| \| \| \| \| \| Probainognathia (incluindo mamíferos) \| \| \| \| |
|              | \| \| Cynognathia \| \| \| \| \| \| Probainognathia (incluindo mamíferos) \| \| \| \| |
|              | Cynognathia                                                                           |
|              |                                                                                       |
|              | Probainognathia (incluindo mamíferos)                                                 |
|              |                                                                                       |

|  | Cynognathia                           |
|  |                                       |
|  | Probainognathia (incluindo mamíferos) |
|  |                                       |

|  | Galesaurus    |
|  |               |
|  | Progalesaurus |
|  |               |

|  | Nanictosaurus |
|  |               |
|  | Thrinaxodon   |
|  |               |

|              | Platycraniellus                                                                       |
|              |                                                                                       |
| Eucynodontia | \| \| Cynognathia \| \| \| \| \| \| Probainognathia (incluindo mamíferos) \| \| \| \| |
|              | \| \| Cynognathia \| \| \| \| \| \| Probainognathia (incluindo mamíferos) \| \| \| \| |
|              | Cynognathia                                                                           |
|              |                                                                                       |
|              | Probainognathia (incluindo mamíferos)                                                 |
|              |                                                                                       |

|  | Cynognathia                           |
|  |                                       |
|  | Probainognathia (incluindo mamíferos) |
|  |                                       |

|  | Nanictosaurus |
|  |               |
|  | Thrinaxodon   |
|  |               |

|              | Platycraniellus                                                                       |
|              |                                                                                       |
| Eucynodontia | \| \| Cynognathia \| \| \| \| \| \| Probainognathia (incluindo mamíferos) \| \| \| \| |
|              | \| \| Cynognathia \| \| \| \| \| \| Probainognathia (incluindo mamíferos) \| \| \| \| |
|              | Cynognathia                                                                           |
|              |                                                                                       |
|              | Probainognathia (incluindo mamíferos)                                                 |
|              |                                                                                       |

|  | Cynognathia                           |
|  |                                       |
|  | Probainognathia (incluindo mamíferos) |
|  |                                       |

|  | Galesaurus    |
|  |               |
|  | Progalesaurus |
|  |               |

|  | Nanictosaurus |
|  |               |
|  | Thrinaxodon   |
|  |               |

|              | Platycraniellus                                                                       |
|              |                                                                                       |
| Eucynodontia | \| \| Cynognathia \| \| \| \| \| \| Probainognathia (incluindo mamíferos) \| \| \| \| |
|              | \| \| Cynognathia \| \| \| \| \| \| Probainognathia (incluindo mamíferos) \| \| \| \| |
|              | Cynognathia                                                                           |
|              |                                                                                       |
|              | Probainognathia (incluindo mamíferos)                                                 |
|              |                                                                                       |

|  | Cynognathia                           |
|  |                                       |
|  | Probainognathia (incluindo mamíferos) |
|  |                                       |

|  | Nanictosaurus |
|  |               |
|  | Thrinaxodon   |
|  |               |

|              | Platycraniellus                                                                       |
|              |                                                                                       |
| Eucynodontia | \| \| Cynognathia \| \| \| \| \| \| Probainognathia (incluindo mamíferos) \| \| \| \| |
|              | \| \| Cynognathia \| \| \| \| \| \| Probainognathia (incluindo mamíferos) \| \| \| \| |
|              | Cynognathia                                                                           |
|              |                                                                                       |
|              | Probainognathia (incluindo mamíferos)                                                 |
|              |                                                                                       |

|  | Cynognathia                           |
|  |                                       |
|  | Probainognathia (incluindo mamíferos) |
|  |                                       |

|  | Galesaurus    |
|  |               |
|  | Progalesaurus |
|  |               |

|  | Nanictosaurus |
|  |               |
|  | Thrinaxodon   |
|  |               |

|              | Platycraniellus                                                                       |
|              |                                                                                       |
| Eucynodontia | \| \| Cynognathia \| \| \| \| \| \| Probainognathia (incluindo mamíferos) \| \| \| \| |
|              | \| \| Cynognathia \| \| \| \| \| \| Probainognathia (incluindo mamíferos) \| \| \| \| |
|              | Cynognathia                                                                           |
|              |                                                                                       |
|              | Probainognathia (incluindo mamíferos)                                                 |
|              |                                                                                       |

|  | Cynognathia                           |
|  |                                       |
|  | Probainognathia (incluindo mamíferos) |
|  |                                       |

|  | Nanictosaurus |
|  |               |
|  | Thrinaxodon   |
|  |               |

|              | Platycraniellus                                                                       |
|              |                                                                                       |
| Eucynodontia | \| \| Cynognathia \| \| \| \| \| \| Probainognathia (incluindo mamíferos) \| \| \| \| |
|              | \| \| Cynognathia \| \| \| \| \| \| Probainognathia (incluindo mamíferos) \| \| \| \| |
|              | Cynognathia                                                                           |
|              |                                                                                       |
|              | Probainognathia (incluindo mamíferos)                                                 |
|              |                                                                                       |

|  | Cynognathia                           |
|  |                                       |
|  | Probainognathia (incluindo mamíferos) |
|  |                                       |